# Gerhard Philipp Heinrich Norrmann

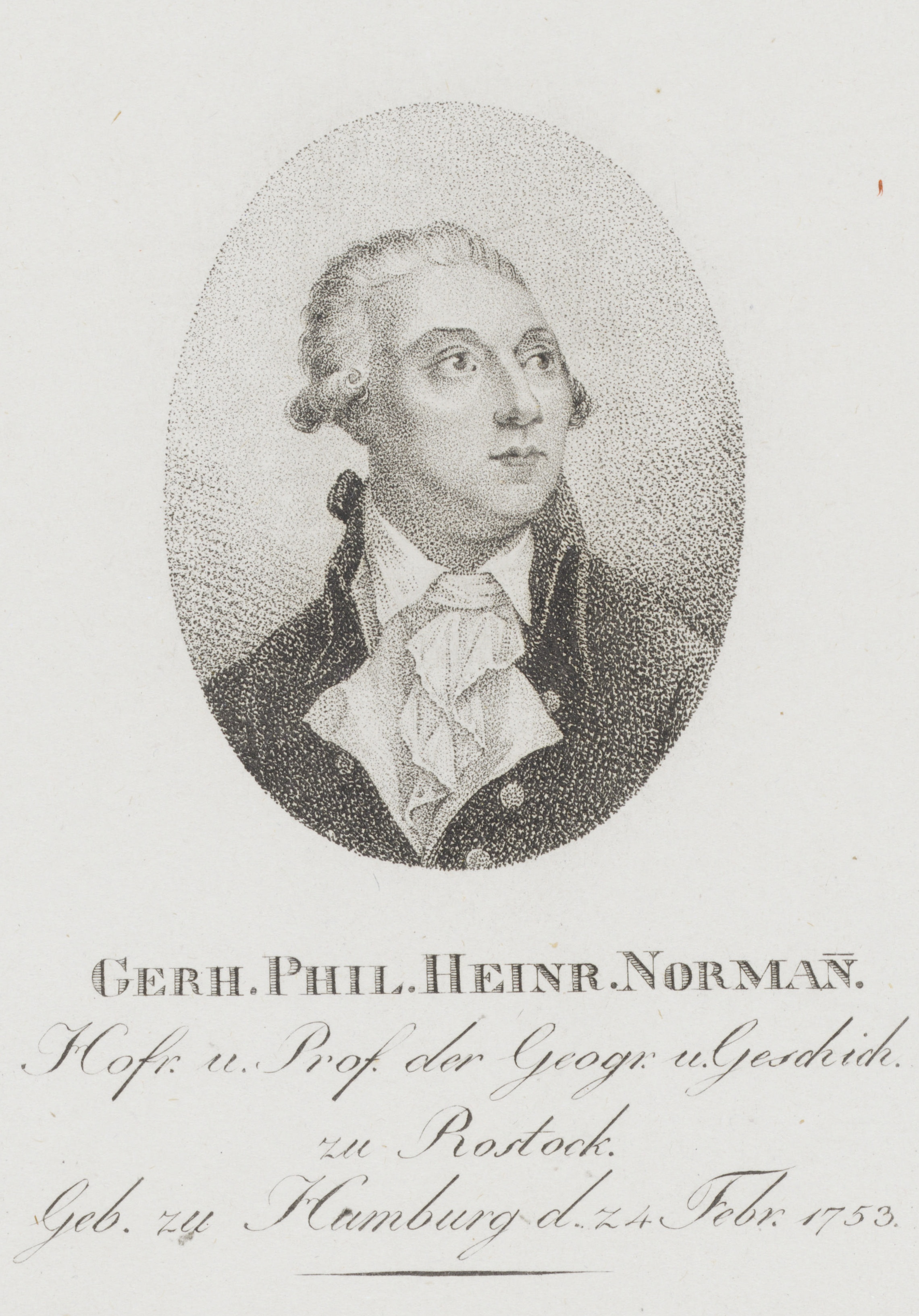
Gerhard Philipp Heinrich Norrmann

Gerhard Philipp Heinrich Norrmann, auch Normann (* 24. Februar 1753 in Hamburg; † 13. Januar 1837 in Rostock) war ein deutscher Jurist und Hochschullehrer.

## Leben
Gerhard Philipp Heinrich Norrmann war ein Sohn des Buchbinders Franz Hinrich Anthon Norrmann (1720–1800) und dessen Ehefrau Katharina Elisabeth, geb. Ramcke (1726–1798). Die Vorfahren des Vaters stammten aus Schweden. Norrmann wuchs als ältestes von acht Kindern auf.
Er besuchte das Johanneum in Hamburg, allerdings kam es zu mehreren Unglücksfällen, so dass seine Eltern nicht mehr in der Lage waren, die Zahlungen für den weiteren Besuch der Schule aufzubringen. Um sich seinen Lebensunterhalt zu verdienen, gab er ab seinem 15. Lebensjahre Unterricht in einigen der ersten Häuser; hier unterrichtete er und beaufsichtigte bei den Schularbeiten. So war er in der Lage, sich die finanziellen Mittel zu verschaffen, die es ihm ermöglichten 1775 ein Studium an der Universität Göttingen zu beginnen. 1774 verließ er das Johanneum und besuchte noch für ein Jahr das Akademische Gymnasium in Hamburg. Hierbei lernte er Professor Johann Georg Büsch kennen, den Leiter der Handelsakademie. Dieser hatte Einfluss auf seinen Wunsch Jura und Geschichte statt Theologie, wie vom Vater gewünscht, zu studieren; Büsch stellte ihm in Aussicht, ihn nach Vollendung der akademischen Studien als Lehrer an der Handelsakademie anzustellen.
1775 begann Gerhard Philipp Heinrich Norrmann an der Universität Göttingen sein Jurastudium, das Studium der Staatswissenschaften und der Geschichte. Er hörte Vorlesungen bei Georg Ludwig Böhmer, Christian Friedrich Georg Meister, Johann Beckmann und Johann Stephan Pütter. Hier stieß er 1776 zur Freimaurerloge „Zum goldenen Zirkel“.
Professor Büsch übertrug ihm nach seinem dreijährigen akademischen Kursus an der Universität Göttingen die Stelle eines zweiten Lehrers an seiner Handelsakademie. Dieses Lehrinstitut wurde von den Söhnen der ersten Handelshäuser aller Nationen besucht; dort waren Engländer, Portugiesen, Spanier, Franzosen und Schweizer anzutreffen. Mit den Schweizern Karl Viktor von Bonstetten und den Gebrüdern von Salis stand er noch mehrere Jahre später in einem freundschaftlichen Briefwechsel. Im Hause von Büsch machte er die Bekanntschaften der Gelehrten Johann Heinrich Voß, Friedrich Gottlieb Klopstock, Matthias Claudius und weiteren.
Johann Georg Büsch förderte auch seine frühen Neigungen zum Studium der Geographie und Statistik und auf seine Anregung hin, fasste Gerhard Philipp Heinrich Norrmann den Entschluss, das Werk Geographisch-historische Handbuch der Länder-, Völker- und Staatenkunde zu schreiben, das in drei Bänden von 1785 bis 1788 erschien, seinen wissenschaftlichen Ruf begründete und die Aufmerksamkeit des Mecklenburg-schwerinschen Herzogs Friedrich Franz I. weckte.
1782 wurde Norrmann zum Subkonrektor  am Johanneum ernannt. 1789 berief ihn Herzog Friedrich Franz I. zum ordentlichen Professor der Geschichte und Staatswissenschaft an die Universität Rostock, hiermit verbunden war die Verleihung des Titels eines Hofrats. Am 17. Dezember 1789 wurde er an der dortigen Philosophischen Fakultät zum Magister art. promoviert und zudem zum Dr. phil. h. c. ernannt. Er erhielt den Auftrag, die staatswissenschaftlichen und geschichtlichen Studien des Erbprinzen Friedrich Ludwig von Mecklenburg-Schwerin zu leiten, als dieser die Universität Rostock zum Studium besuchte. Einige Jahre später hielt er diesem wie auch dem Erbprinzen Georg von Mecklenburg-Strelitz sowie dem späteren Großherzog Paul Friedrich von Mecklenburg-Schwerin private Vorlesungen über Geschichte und Staatswissenschaften.
Er erstellte für die großherzogliche Regierung, die Stände Mecklenburgs und verschiedenen Korporationen aber auch für Privatpersonen Gutachten in staatswissenschaftlichen und Handlungsangelegenheiten, beispielsweise 1802 Über die Freiheit des Getreidehandels.
1803/1804 war er Rektor der Universität Rostock und daneben mehrmals Dekan der Philosophischen Fakultät.
Gerhard Philipp Heinrich Norrmann heiratete am 23. Februar 1783 Margarete Elisabeth, geb. Donnenberg (* 8. Juli 1756 in Hamburg; † 21. März 1827), eine Tochter von Johann Hinrich Donnenberg. Gemeinsam hatten sie fünf Kinder, von diesen sind namentlich bekannt:
- Philippine (Catharina Deborah) Norrmann (* 22. Januar 1789 in Hamburg; † 2. Oktober 1854 in Rostock), verheiratet mit (Johann) Friedrich Scharenberg (* 1. Januar 1781 in Neustrelitz; † 27. November 1856 in Rostock), Kammerprokurator der Mecklenburg-Schwerinischen Domanialverwaltung, Advokat und Hofrat in Rostock;
- Maria Amalie Norrmann (* 1795; † 1825), verheiratet mit Georg Heinrich Donnenberg (* Mai 1790 in Hamburg; † unbekannt), Partikulier;
- Henriette Norrmann.

## Mitgliedschaften
Gerhard Philipp Heinrich Norrmann war Ehrenmitglied des Mecklenburgischen Patriotischen Vereins.

## Schriften
- Dissertatio juridica de jure emigrandi in Germania. Fues, Tubingae 1775. (Digitalisat)
- Kurze Geschichte der ältern deutschen Nationalverfassung, der Entstehung und Aufnahme deutscher Städte, und der Abkunft ihrer ersten Bewohner; ein Versuch. B. G. Hoffmann, Hamburg 1782. (Digitalisat)
- Deutschland. Bey Benjamin Gottlob Hoffmann, Hamburg 1785–1787.
- Geographisches und historisches Handbuch der Länder-, Völker- und Staatenkunde. Mit beständiger Rücksicht auf physikalische Beschaffenheit, Produkte, Industrie, Handlung. Hoffmann, Hamburg 1787. (Digitalisat)
- Der fränkische Kreis. Hoffmann u. Campe, Hamburg 1787.
- Gottfried Christian Bohn; Gerhard Philipp Heinrich Norrmann: Gottfried Christian Bohns Waarenlager oder Produkten- und Waarenlexikon für Kaufleute, welches das Interessanteste und Brauchbarste aus der Naturgeschichte, Chemie und Technologie, und eine sorgfältige Beschreibung der im Handel vorkommenden Natur- und Kunstprodukte nach alphabetischer Ordnung enthält. Bohn, Hamburg 1788. (Digitalisat)
- Geographisch-statistische Uebersicht der sämmtlichen holländischen Besitzungen in Ost- und Westindien. Nach d. best. Quellen entworfen. Stiller, Rostock/Leipzig 1796. (Digitalisat)
- Geographisch-statistische Darstellung des Schweizerlandes. Mit beständiger Rücksicht auf physikalische Beschaffenheit, Produkte, Industrie, Handlung und Staatswirthschaft. Hoffmann, Hamburg 1797. (Digitalisat)
- Die Freiheit des Getreidehandels: ein Gutachten. Hamburg, 1802. (Digitalisat)
- Anton Friedrich Büsching; Gerhard Philipp Heinrich Norrmann: Anton Friedrich Büschings Vorbereitung zur Europäischen Länder- und Staatenkunde. Nebst einer statistischen Uebersicht des jetzigen Europa. Bohn, Hamburg 1802.
- Einladungsschrift zur Feier des Weihnachtsfestes Rostock, den 24ten Dezember 1803. Adlersche Officin, Rostock 1803.
- Einladungsschrift zur Feyer des Osterfestes: 31. März 1804. Adler, Rostock 1804.
- Einladungsschrift zur Feyer des Pfingstfestes: 19. May 1804. Adler, Rostock 1804.
- Ueber Wismars Handelslage und deren Benutzung in ältern Zeiten. Ein Beitrag zur Mecklenburgischen Handelsgeschichte. Adler, Rostock 1804.
- Anton Friedrich Büsching; Gerhard Philipp Heinrich Norrmann: Vorbereitung zur europäischen Länder- und Staatenkunde. Nebst einer statistischen Übersicht des jetzigen Europa. Mäckensche Buchhandlung, Reutlingen 1804. (Digitalisat)
  - Kritik der Darstellung Sardiniens in Normann Werk von Leonhard Jacob von Prunner: Ein paar Worte auf meiner Durchreise durch Deutschland gegen das von G. P. H. Norrmann völlig neuumgearbeitete, und kürzlich unter dem Titel: Anton Friedrich Büsching's Vorbereitung zur Europäischen Länder- und Staatenkunde erschienene Werk. 1804. (Digitalisat)
- Vollständigeres Wörterbuch der Produkten und Waarenkunde. Bohn, Hamburg 1805–1806.
- Johann Georg Büsch; Gerhard Philipp Heinrich Norrmann: Johann Georg Büsch's theoretisch-practische Darstellung der Handlung in deren mannigfaltigen Geschäften. Hoffmann, Hamburg 1808. (Digitalisat)
- Gottfried Christian Bohn; Gerhard Philipp Heinrich Norrmann: Gottfried Christian Bohns Waarenlager, oder Wörterbuch der Produkten- und Waarenkunde: des wohlerfahrnen Kaufmanns zweyte Abtheilung. Bohn, Hamburg 1830. (Digitalisat)
- Joachim Heinrich Neuendorff; Gerhard Philipp Heinrich Norrmann: Die Stiftslander des ehemaligen Bisthums Ratzeburg, topographische und geschichtlich dargestellt. Mit einer Vorrede des Hofraths Norrmann. Rostock/Schwerin, 1832.
- Gottfried Christian Bohn; Christophe Daniel Ebeling; Peter Heinrich Christoph Brodhager; Gerhard Philipp Heinrich Norrmann: Gottfried Christian Bohns Wohlerfahrner Kaufmann. [Carl Ernst Bohn, Hamburg 1789–1806] Thomson Gale, Farmington Hills, Mich. 2005.
- Adolf Dietrich Weber; Theodor Ernst Stever; Gerhard Philipp Heinrich Norrmann: Qvod Felix Favstvmqve Sit Avctoritate Caesarea Et Avspiciis Svmmis Rectore Academiae Magnifico Gerh. Phil. Henr. Norrmann Pvblico Ordinario Virvm Praenobilissimvm Theodorvm Ernestvm Stever Rostochiensem Peracto Examine Consveto, Et Edito Specimine Inavgvrali De Litis Denvnciatione Svmmos In Vtroqve Ivre Honores Et Privilegia Doctoris Rite Accepisse Pvblico Hoc Diplomate Significat Ac Testatvr. [Johann Jakob Adler Erben, Rostock 1804] Universitätsbibliothek, Rostock 2017.